# Brun flodabborre
Brun flodabborre (Macquaria australasica) är en sötvattensfisk i ordningen abborrartade fiskar som finns i Australien.

## Utseende
En sötvattensfisk med hög, från sidorna sammantryckt kropp, liten mun och vita ögon. Vuxna fiskar har en puckelformad rygg och rundad stjärtfena. Ryggfenan består av en hård del med 8 till 12 taggstrålar, och en mjuk del med 12 till 15 mjukstrålar. Analfenan är på liknande sätt uppbyggd av 3 taggstrålar och  mjukstrålar. Färgen varierar från en mycket mörk, metalliskt purpur över gråblått till grönbrunt. Undersidan är vitaktig till beige. Som mest kan den bli 46 cm lång och väga 3,5 kg, men har vanligen en längd mellan 25 och 40 cm och en vikt från 1 till 2,5 kg. Honan är tydligt större än hanen.

## Vanor
Den bruna flodabborren lever i floder, sjöar och reservoarer med klart, kallt vatten, vanligtvis i djupa hålor med klipp- eller grusbotten och ej för strömt vatten. De vuxna fskarnas föda består av ryggradslösa djur som larver av dagsländor, bäcksländor och nattsländor som tas från botten, samt i mindre utsträckning landinsekter. Ungarna lever av djurplankton. Som mest kan arten bli 26 år.

### Fortplantning
Honan blir könsmogen vid en längd av 30 cm (ungefär 3 års ålder), hanen när den är 20 cm (2 år). Honan fortsätter leka varje år upp till 10-årsåldern. Under lektiden, som infaller under vår och sommar (oktober till november), bildar arten stim som simmar uppströms, ofta till samma område varje år. Leken inleds med att hanen nafsar honan kring kloaken, varefter hon lägger ägg som sjunker till botten och befruktas av hanen. De kläcks vanligen efter 10 till 18 dygn.

## Utbredning
Utbredningsområdet utgjodes tidigare av de övre loppen av flodsystemet Murray – Darling i New South Wales och Victoria i Australien. Nu har emellertid förekomsten minskat betydligt, och den finns endast fläckvis. En mera stabil population har inplanterats i Yarrafloden i Victoria. Två östliga former förekommer dessutom i östra New South Wales.

## Taxonomi
De olika geografiska formerna av arten skiljer sig ganska påtagligt åt, bland annat är de östliga populationerna mindre (vanligen inte mer än 18 cm långa), och diskussioner pågår om arten bör delas upp i 2 eller 3 arter.